# Rapidsakk-világbajnokság
A rapidsakk-világbajnokság a rapidsakk világbajnokának személyét eldöntő verseny. 2012 óta a Nemzetközi Sakkszövetség (FIDE) rendezi meg évente a villámsakk-világbajnoksággal közös versenyen, de 2012 előtt is rendezett több szervezet világversenyt.
A jelenlegi rapidsakk-világbajnok a norvég Magnus Carlsen, aki 2023-ban már ötödjére nyerte el a címet.
A FIDE a nyílt versennyel egy időben megrendezi a női rapidsakk-világbajnokságot is. A jelenlegi (2023) női bajnok az orosz Аnаsztаszija Bodnаruk.

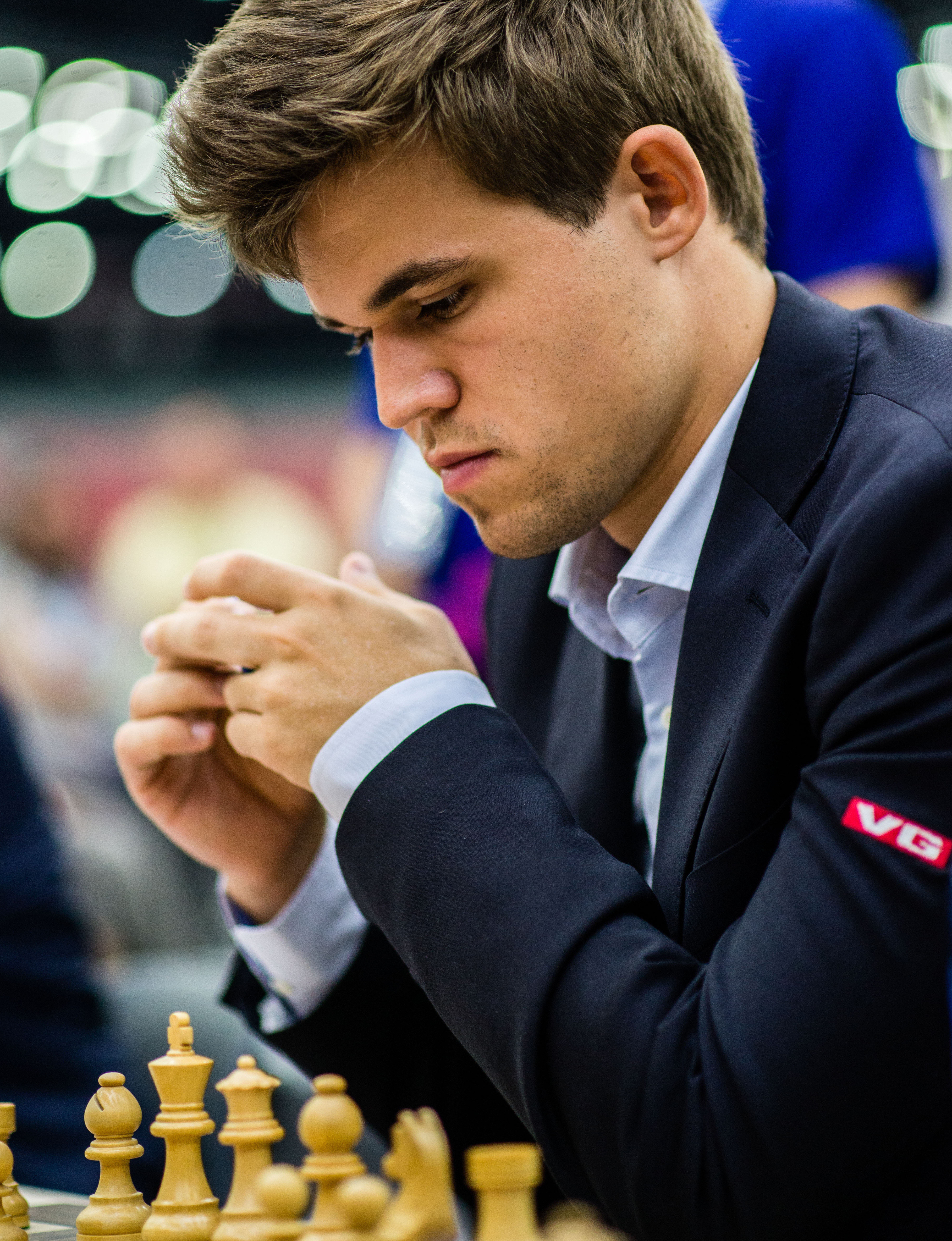
Magnus Carlsen 2023-as rapidsakk-világbajnok

## A FIDE által elismert világbajnokságok
2012 előtt a Nemzetközi Sakkszövetség csak néhány hivatalos rapidsakkversenyt támogatott. Az első ilyen az 1987-es Garri Kaszparov–Nigel Short mérkőzés volt, melyet Kaszparov 4–2 arányban megnyert.

### 1988-as aktívsakk-világbajnokság
A rövid időkorlátú sakk (akkori nevén aktív sakk) versenyének ötlete az 1987-es sevillai FIDE-kongresszuson merült fel először. A következő évben a mexikói Mazatlánban rendezték meg az aktívsakk-világbajnokságot 61 játékos részvételével. A versenyzőknek 30 perc gondolkodási idő állt rendelkezésére. A legerősebb résztvevők:
1. Anatolij Karpov (URS), 2715
2. Rafajel Vahanján (URS), 2625
3. Jászer Sziraván (USA), 2595
4. Jaan Ehlvest (URS), 2585
5. Bent Larsen (DEN), 2570
6. Volodimir Tukmakov (URS), 2570
7. Makszim Dlugi (USA), 2550
8. Viktor Gavrikov (URS), 2545
9. Lev Alburt (USA), 2535
10. Walter Browne (USA), 2530
11. Roman Dzsindzsihasvili (ISR), 2530
12. Nana Ioszeliani (URS), 2455
13. Kállai Gábor (HUN), 2450
14. Polgár Zsófia (HUN), 2320

A versenyt Anatolij Karpov nyerte meg, szorosan mögötte ért el második helyezést Viktor Gavrikov. Karpov 40 000 dolláros pénzjutalomban részesült, és megkapta az aktívsakk-világbajnoki címet. Az akkori klasszikus világbajnok, Garri Kaszparov visszautasította a versenyen való részvételt, és nyilvánosan kritizálta a rapidsakk-világbajnokság koncepcióját. Emiatt a következő években nem tartották meg a versenyt.

### 2001-es FIDE rapidsakk-világkupa
2001-ben a Francia Sakkszövetség a FIDE támogatásával 16 fő részvételével Cannesban rendezte meg a Rapidsakk-világkupát. A versenyen a játékosokat először két csoportra osztották, ezeken belül körmérkőzésekre került sor; innen a két csoport első négy helyettje jutott tovább az egyenes kieséses szakaszba.

A résztvevők:
1. Garri Kaszparov (RUS), 2849
2. Michael Adams (ENG), 2746
3. Alekszandr Morozevics (RUS), 2745
4. Jevgenyij Barejev (RUS), 2709
5. Pjotr Szvidler (RUS), 2695
6. Rustam Qosimjonov (UZB), 2693
7. Polgár Judit (HUN), 2676
8. Je Csiang-csuan (CHN), 2671
9. Mihail Gurevics (BEL), 2663
10. Vlagyiszlav Tkacsjov (FRA), 2672
11. Alekszandr Griscsuk (RUS), 2663
12. Joël Lautier (FRA), 2658
13. Borisz Gulko (USA), 2622
14. Étienne Bacrot (FRA), 2618
15. Christian Bauer (FRA), 2618
16. Hisám al-Hamdúsi (MAR), 2535

#### Egyenes kiesési szakasz
|  | Negyeddöntők         | Negyeddöntők         | Negyeddöntők        |                     |                 | Elődöntők       | Elődöntők | Elődöntők |  |  | Döntő | Döntő | Döntő |  |
|  |                      |                      |                     |                     |                 |                 |           |           |  |  |       |       |       |  |
|  | Garri Kaszparov      | Garri Kaszparov      | 1½                  |                     |                 |                 |           |           |  |  |       |       |       |  |
|  | Garri Kaszparov      | Garri Kaszparov      | 1½                  |                     |                 |                 |           |           |  |  |       |       |       |  |
|  | Vlagyiszlav Tkacsjov | Vlagyiszlav Tkacsjov | ½                   |                     |                 |                 |           |           |  |  |       |       |       |  |
|  | Vlagyiszlav Tkacsjov | Vlagyiszlav Tkacsjov | ½                   |                     | Garri Kaszparov | Garri Kaszparov | 3         |           |  |  |       |       |       |  |
|  |                      |                      |                     |                     | Garri Kaszparov | Garri Kaszparov | 3         |           |  |  |       |       |       |  |
|  |                      |                      | Alekszandr Griscsuk | Alekszandr Griscsuk | 1               |                 |           |           |  |  |       |       |       |  |
|  | Mihail Gurevics      | Mihail Gurevics      | Alekszandr Griscsuk | Alekszandr Griscsuk | 1               | 3               |           |           |  |  |       |       |       |  |
|  | Mihail Gurevics      | Mihail Gurevics      |                     |                     |                 |                 |           |           |  |  |       |       |       |  |
|  | Alekszandr Griscsuk  | Alekszandr Griscsuk  | 4                   |                     |                 |                 |           |           |  |  |       |       |       |  |
|  | Alekszandr Griscsuk  | Alekszandr Griscsuk  | 4                   |                     | Garri Kaszparov | Garri Kaszparov | 1½        |           |  |  |       |       |       |  |
|  |                      |                      |                     |                     |                 |                 |           |           |  |  |       |       |       |  |
|  |                      |                      | Jevgenyij Barejev   | Jevgenyij Barejev   | ½               |                 |           |           |  |  |       |       |       |  |
|  | Michael Adams        | Michael Adams        | Jevgenyij Barejev   | Jevgenyij Barejev   | ½               | ½               |           |           |  |  |       |       |       |  |
|  | Michael Adams        | Michael Adams        |                     |                     |                 |                 |           |           |  |  |       |       |       |  |
|  | Polgár Judit         | Polgár Judit         | 1½                  |                     |                 |                 |           |           |  |  |       |       |       |  |
|  | Polgár Judit         | Polgár Judit         | 1½                  |                     | Polgár Judit    | Polgár Judit    | ½         |           |  |  |       |       |       |  |
|  |                      |                      |                     |                     | Polgár Judit    | Polgár Judit    | ½         |           |  |  |       |       |       |  |
|  |                      |                      | Jevgenyij Barejev   | Jevgenyij Barejev   | 1½              |                 |           |           |  |  |       |       |       |  |
|  | Étienne Bacrot       | Étienne Bacrot       | Jevgenyij Barejev   | Jevgenyij Barejev   | 1½              | ½               |           |           |  |  |       |       |       |  |
|  | Étienne Bacrot       | Étienne Bacrot       |                     |                     |                 |                 |           |           |  |  |       |       |       |  |
|  | Jevgenyij Barejev    | Jevgenyij Barejev    | 1½                  |                     |                 |                 |           |           |  |  |       |       |       |  |

| Név                     | Élő-pontszám | 1 | 2 | Összesen |
| ----------------------- | ------------ | - | - | -------- |
| Garri Kaszparov (RUS)   | 2849         | ½ | 1 | 1½       |
| Jevgenyij Barejev (RUS) | 2709         | ½ | 0 | ½        |

### 2003-as FIDE rapidsakk-világbajnokság
A 2003-as rapidsakk-világbajnokság a második verseny, amelyen a győztes világbajnoki címet kapott. A versenyen a világranglista első 12 helyezettjéből 11 részt vett, hozzájuk csatlakozott még 5 szabadkártyás. A résztvevők átlagos Élő-pontszáma 2726 volt, magasabb, mint bármely korábbi rapidsakkversenyen. Szerepelt az akkori klasszikus és hivatalos sakkvilágbajnok, Vlagyimir Kramnyik és Ruszlan Ponomarjov is. A játékosoknak 25 perc gondolkodási idő állt rendelkezésére 10 másodperces bónuszidővel. A résztvevők:
1. Vlagyimir Kramnyik (RUS), 2777
2. Visuvanádan Ánand (IND), 2766
3. Jevgenyij Barejev (RUS), 2739
4. Aleksejs Širovs (ESP), 2737
5. Veszelin Topalov (BUL), 2735
6. Alekszandr Griscsuk (RUS), 2732
7. Michael Adams (ENG), 2725
8. Pjotr Szvidler (RUS), 2723
9. Lékó Péter (HUN), 2722
10. Polgár Judit (HUN), 2722
11. Ruszlan Ponomarjov (UKR), 2718
12. Borisz Gelfand (ISR), 2703
13. Zurab Azmaiparasvili (GEO), 2693
14. Anatolij Karpov (RUS), 2693
15. Joël Lautier (FRA), 2666
16. Étienne Bacrot (FRA), 2664

A 2001-es világkupához hasonlóan a játékosokat először két csoportra osztották, ezeken belül körmérkőzésekre került sor; innen a két csoport első négy helyezettje jutott tovább az egyenes kieséses szakaszba.
|  | Negyeddöntők        | Negyeddöntők        | Negyeddöntők        |                     |                    | Elődöntők          | Elődöntők | Elődöntők |  |  | Döntő | Döntő | Döntő |  |
|  |                     |                     |                     |                     |                    |                    |           |           |  |  |       |       |       |  |
|  | Vlagyimir Kramnyik  | Vlagyimir Kramnyik  | 1½                  |                     |                    |                    |           |           |  |  |       |       |       |  |
|  | Vlagyimir Kramnyik  | Vlagyimir Kramnyik  | 1½                  |                     |                    |                    |           |           |  |  |       |       |       |  |
|  | Polgár Judit        | Polgár Judit        | ½                   |                     |                    |                    |           |           |  |  |       |       |       |  |
|  | Polgár Judit        | Polgár Judit        | ½                   |                     | Vlagyimir Kramnyik | Vlagyimir Kramnyik | 2         |           |  |  |       |       |       |  |
|  |                     |                     |                     |                     | Vlagyimir Kramnyik | Vlagyimir Kramnyik | 2         |           |  |  |       |       |       |  |
|  |                     |                     | Alekszandr Griscsuk | Alekszandr Griscsuk | 0                  |                    |           |           |  |  |       |       |       |  |
|  | Étienne Bacrot      | Étienne Bacrot      | Alekszandr Griscsuk | Alekszandr Griscsuk | 0                  | 1                  |           |           |  |  |       |       |       |  |
|  | Étienne Bacrot      | Étienne Bacrot      |                     |                     |                    |                    |           |           |  |  |       |       |       |  |
|  | Alekszandr Griscsuk | Alekszandr Griscsuk | 3                   |                     |                    |                    |           |           |  |  |       |       |       |  |
|  | Alekszandr Griscsuk | Alekszandr Griscsuk | 3                   |                     | Vlagyimir Kramnyik | Vlagyimir Kramnyik | ½         |           |  |  |       |       |       |  |
|  |                     |                     |                     |                     |                    |                    |           |           |  |  |       |       |       |  |
|  |                     |                     | Visuvanádan Ánand   | Visuvanádan Ánand   | 1½                 |                    |           |           |  |  |       |       |       |  |
|  | Ruszlan Ponomarjov  | Ruszlan Ponomarjov  | Visuvanádan Ánand   | Visuvanádan Ánand   | 1½                 | ½                  |           |           |  |  |       |       |       |  |
|  | Ruszlan Ponomarjov  | Ruszlan Ponomarjov  |                     |                     |                    |                    |           |           |  |  |       |       |       |  |
|  | Visuvanádan Ánand   | Visuvanádan Ánand   | 1½                  |                     |                    |                    |           |           |  |  |       |       |       |  |
|  | Visuvanádan Ánand   | Visuvanádan Ánand   | 1½                  |                     | Visuvanádan Ánand  | Visuvanádan Ánand  | 2½        |           |  |  |       |       |       |  |
|  |                     |                     |                     |                     | Visuvanádan Ánand  | Visuvanádan Ánand  | 2½        |           |  |  |       |       |       |  |
|  |                     |                     | Pjotr Szvidler      | Pjotr Szvidler      | 1½                 |                    |           |           |  |  |       |       |       |  |
|  | Pjotr Szvidler      | Pjotr Szvidler      | Pjotr Szvidler      | Pjotr Szvidler      | 1½                 | 1½                 |           |           |  |  |       |       |       |  |
|  | Pjotr Szvidler      | Pjotr Szvidler      |                     |                     |                    |                    |           |           |  |  |       |       |       |  |
|  | Veszelin Topalov    | Veszelin Topalov    | ½                   |                     |                    |                    |           |           |  |  |       |       |       |  |

| Név                      | Élő-pontszám | 1 | 2 | Összesen |
| ------------------------ | ------------ | - | - | -------- |
| Vlagyimir Kramnyik (RUS) | 2777         | ½ | 0 | ½        |
| Visuvanádan Ánand (IND)  | 2766         | ½ | 1 | 1½       |

### Rapidsakk- és villámsakk-világbajnokság (2012 óta)
A verseny megrendezését 2012. május 31-én jelentette be a Nemzetközi Sakkszövetség. A 2012-es világbajnokságot Kazahsztán fővárosában, Asztanában rendezték július 1–11. között. A verseny selejtezővel kezdődött, majd egymást követve került sor a rapidsakk- és villámsakkbajnokságra. A nézőszám növelése érdekében a korábbi 25 percről 15 percre csökkentették a gondolkodási időt. A versenyen a világranglista első 10 helyezettje, a selejtező első három helyezettje és három szabadkártyás kapott meghívást; a 16 játékos körmérkőzést játszott.
A következő években a világbajnokság rendszere megváltozott, újabban több mint 100 résztvevővel, svájci rendszerben zajlik.
A svájci rendszerben könnyen előfordulhat pontegyenlőség az első helyeken. 2016-ban hárman álltak első helyen 11/15 pontos eredménnyel; a sorrendet az egyes játékosok ellenfelei Élő-pontszámának átlagával állították fel. 2017 óta a szabályzat szerint rájátszás következik, ha az első helyen pontegyenlőség alakul ki. Ezen a mérkőzésen azonban csak két játékos vehet részt, akkor is, ha kettőnél többen állnak elöl. Ez 2021-ben kisebb vitát váltott ki, miután 4 játékos is 9,5 ponttal végzett, de csak a két legmagasabb vágott Buchholz-pontszámmal rendelkező játékos, Nodirbek Abdusattorov és Jan Nyepomnyascsij játszhatott döntőt. A címvédő Magnus Carlsen a verseny után "ostobának" nevezte az eljárást, és szabályváltoztatást kért a következő évi világbajnokságokra.

#### Versenyek

##### Nyílt versenyek
| Év   | Helyszín                           | Világbajnok                        | 2. helyezett                       | 3. helyezett                       |
| ---- | ---------------------------------- | ---------------------------------- | ---------------------------------- | ---------------------------------- |
| 2012 | Asztana                            | Szergej Karjakin (RUS)             | Magnus Carlsen (NOR)               | Veszelin Topalov (BUL)             |
| 2013 | Hanti-Manszijszk                   | Şəhriyar Məmmədyarov (AZE)         | Jan Nyepomnyascsij (RUS)           | Alekszandr Griscsuk (RUS)          |
| 2014 | Dubaj                              | Magnus Carlsen (NOR)               | Fabiano Caruana (ITA)              | Visuvanádan Ánand (IND)            |
| 2015 | Berlin                             | Magnus Carlsen (NOR)               | Jan Nyepomnyascsij (RUS)           | Teymur Rəcəbov (AZE)               |
| 2016 | Doha                               | Vaszil Ivancsuk (UKR)              | Alekszandr Griscsuk (RUS)          | Magnus Carlsen (NOR)               |
| 2017 | Rijád                              | Visuvanádan Ánand (IND)            | Vlagyimir Fedoszejev (RUS)         | Jan Nyepomnyascsij (RUS)           |
| 2018 | Szentpétervár                      | Danyiil Dubov (RUS)                | Şəhriyar Məmmədyarov (AZE)         | Nakamura Hikaru (USA)              |
| 2019 | Moszkva                            | Magnus Carlsen (NOR)               | Ali-Reza Firuzdzsa (FIDE)          | Nakamura Hikaru (USA)              |
| 2020 | Elmaradt a Covid19-pandémia miatt. | Elmaradt a Covid19-pandémia miatt. | Elmaradt a Covid19-pandémia miatt. | Elmaradt a Covid19-pandémia miatt. |
| 2021 | Varsó                              | Nodirbek Abdusattorov (UZB)        | Jan Nyepomnyascsij (FSR)           | Magnus Carlsen (NOR)               |
| 2022 | Almati                             | Magnus Carlsen (NOR)               | Vincent Keymer (GER)               | Fabiano Caruana (USA)              |
| 2023 | Samarqand                          | Magnus Carlsen (NOR)               | Vlagyimir Fedoszejev (SLO)         | Jü Jang-ji (CHN)                   |
| 2024 | New York                           | Volodar Murzin (FIDE)}             | Alekszander Griscsuk (FIDE)}       | Jan Nyepomnyascsij (FIDE)}         |
| 2025 | Doha                               |                                    |                                    |                                    |

| Címek | Játékos                     | Év(ek)                       |
| ----- | --------------------------- | ---------------------------- |
| 5     | Magnus Carlsen (NOR)        | 2014, 2015, 2019, 2022, 2023 |
| 2     | Visuvanádan Ánand (IND)     | 2003, 2017                   |
| 1     | Anatolij Karpov (USSR)      | 1988                         |
| 1     | Garri Kaszparov (RUS)       | 2001                         |
| 1     | Szergej Karjakin (RUS)      | 2012                         |
| 1     | Şəhriyar Məmmədyarov (AZE)  | 2013                         |
| 1     | Vaszil Ivancsuk (UKR)       | 2016                         |
| 1     | Danyiil Dubov (RUS)         | 2018                         |
| 1     | Nodirbek Abdusattorov (UZB) | 2021                         |
| 1     | Volodar Murzin (FIDE)       | 2024                         |

##### Női versenyek
| Év   | Helyszín                           | Női világbajnok                    | 2. helyezett                       | 3. helyezett                       |
| ---- | ---------------------------------- | ---------------------------------- | ---------------------------------- | ---------------------------------- |
| 2012 | Batumi                             | Antoaneta Sztefanova (BUL)         | Alekszandra Kosztyentyuk (RUS)     | Kónéru Hampi (IND)                 |
| 2014 | Hanti-Manszijszk                   | Jekatyerina Lagno (UKR)            | Alekszandra Kosztyenyuk (RUS)      | Olga Girja (RUS)                   |
| 2016 | Doha                               | Anna Muzicsuk (UKR)                | Alekszandra Kosztyenyuk (RUS)      | Nana Dzagnidze (GEO)               |
| 2017 | Rijád                              | Csü Ven-csün (CHN)                 | Lej Ting-csie (CHN)                | Elisabeth Pähtz (GER)              |
| 2018 | Szentpétervár                      | Csü Ven-csün (CHN)                 | Szárá-Szádát Hádemálsarih (IRN)    | Alekszandra Gorjacskina (RUS)      |
| 2019 | Moszkva                            | Kónéru Hampi (IND)                 | Lej Ting-csie (CHN)                | Jekatyerina Atalık (TUR)           |
| 2020 | Elmaradt a Covid19-pandémia miatt. | Elmaradt a Covid19-pandémia miatt. | Elmaradt a Covid19-pandémia miatt. | Elmaradt a Covid19-pandémia miatt. |
| 2021 | Varsó                              | Alekszandra Kosztyenyuk(FSR)       | Bibiszara Aszaubajeva (KAZ)        | Valentyina Gunyina (FSR)           |
| 2022 | Almati                             | Tan Csung-ji (CHN)                 | Dinara Szaduakaszova (KAZ)         | Baszkar Szavita Sri (IND)          |
| 2023 | Samarqand                          | Аnаsztаszija Bodnаruk (FIDE)       | Kónéru Hampi (IND)                 | Lej Ting-csie (CHN)                |
| 2024 | New York                           | Kónéru Hampi (IND)                 | Csü Ven-csün (CHN)                 | Jekatyerina Lagno (FIDE)           |
| 2025 | Doha                               |                                    |                                    |                                    |

## A FIDE által nem elismert világbajnokságok

### Frankfurti/mainzi rapidsakk-világbajnokság
1996-tól 1998-ig Frankfurtban rendezték meg a évente a rapidsakkbajnokágot, amely kétfordulós körmérkőzésből, majd ezt követően az első két helyezett közötti döntőből állt. 1999-ben a körmérkőzés négyfordulós volt, de nem tartottak döntőt. 2000-ben kétfordulós körmérkőzés döntötte el a versenyt.
2001-től az bajnokságot Mainzben tartották immár döntőként: a címvédő egy tízjátszmás meccsen (2002-től nyolcjátszmás meccsen) védte meg címét az előző évi Ordix Open nyílt rapidtorna győztese ellen.
2007-ben visszatértek a korábbi formátumhoz, ahol a kétfordulós körmérkőzés első két helyezettje játszott döntőt.
A 2010-es utolsó verseny svájci rendszerben zajlott több mint 700 versenyző részvételével.
| Év   | Világbajnok             | 2. helyezett              | Döntő eredménye |
| ---- | ----------------------- | ------------------------- | --------------- |
| 1996 | Aleksejs Širovs (ESP)   | Vlagyimir Kramnyik (RUS)  | 1½–½            |
| 1997 | Visuvanádan Ánand (IND) | Anatolij Karpov (RUS)     | 3–1             |
| 1998 | Visuvanádan Ánand (IND) | Vlagyimir Kramnyik (RUS)  | 4–31            |
| 1999 | Garri Kaszparov (RUS)   | Visuvanádan Ánand (IND)   | –               |
| 2000 | Visuvanádan Ánand (IND) | Garri Kaszparov (RUS)     | –               |
| 2001 | Visuvanádan Ánand (IND) | Vlagyimir Kramnyik (RUS)  | 6½–5½1          |
| 2002 | Visuvanádan Ánand (IND) | Ruszlan Ponomarjov (UKR)  | 4½–3½           |
| 2003 | Visuvanádan Ánand (IND) | Polgár Judit (HUN)        | 5–3             |
| 2004 | Visuvanádan Ánand (IND) | Aleksejs Širovs (ESP)     | 5–3             |
| 2005 | Visuvanádan Ánand (IND) | Alekszandr Griscsuk (RUS) | 5–3             |
| 2006 | Visuvanádan Ánand (IND) | Teymur Rəcəbov (AZE)      | 5–3             |
| 2007 | Visuvanádan Ánand (IND) | Levon Aronján (ARM)       | 2½–1½           |
| 2008 | Visuvanádan Ánand (IND) | Magnus Carlsen (NOR)      | 3–1             |
| 2009 | Levon Aronján (ARM)     | Jan Nyepomnyascsij (RUS)  | 3–1             |
| 2010 | Gata Kamsky (USA)       | Vüqar Həşimov (AZE)       | –               |

1 Villámpartikból álló rájátszás döntötte el a végeredményt.

### 2002-es Eurotel Sakkvilágkupa
Az Eurotel Sakkvilágkupát 2002. április 27. – május 5. között rendezték Prágában. A verseny egyenes kieséses rendszerben zajlott, a párosított versenyzők két 25 perces rapidpartit játszottak, majd ha ez nem döntött, két villámparti következett, ha ezután is döntetlen maradt az állás, akkor armageddon következett. A résztvevők:
1. Garri Kaszparov (RUS), 2838
2. Vlagyimir Kramnyik (RUS), 2809
3. Visuvanádan Ánand (IND), 2752
4. Veszelin Topalov (BUL), 2745
5. Michael Adams (ENG), 2744
6. Jevgenyij Bаrejev (RUS), 2724
7. Аlekszаndr Morozevics (RUS), 2718
8. Vaszil Ivancsuk (UKR), 2711
9. Borisz Gelfand (ISR), 2710
10. Lékó Péter (HUN), 2707
11. Aleksejs Širovs (ESP), 2704
12. Alekszandr Griscsuk (RUS), 2702
13. Alekszandr Halifman (RUS), 2698
14. Anatolij Karpov (RUS), 2690
15. Pjotr Szvidler (RUS), 2688
16. Polgár Judit (HUN), 2677
17. Je Csiang-csuan (CHN), 2676
18. Nigel Short (ENG), 2673
19. Jeroen Piket (NED), 2659
20. Viktor Bologan (MDA), 2652
21. Ivan Sokolov (BIH), 2647
22. Loek van Wely (NED), 2642
23. Mihаil Gurevics (BEL), 2641
24. Vlаgyiszlаv Tkаcsjov (FRA), 2633
25. Jászer Sziraván (USA), 2631
26. Szergej Movsziszján (CZE), 2624
27. Artur Juszupov (GER), 2618
28. Jan Timman (NED), 2616
29. Teymur Rəcəbov (AZE), 2610
30. Vagyim Milov (SUI), 2606
31. Zbyněk Hráček (CZE), 2596
32. Gilberto Milos (BRA), 2594

Eredmények a negyeddöntőktől kezdődően:
|  | Negyeddöntők          | Negyeddöntők          | Negyeddöntők      |                   |                   | Elődöntők         | Elődöntők | Elődöntők |  |  | Döntő | Döntő | Döntő |  |
|  |                       |                       |                   |                   |                   |                   |           |           |  |  |       |       |       |  |
|  | Garri Kaszparov       | Garri Kaszparov       | 2                 |                   |                   |                   |           |           |  |  |       |       |       |  |
|  | Garri Kaszparov       | Garri Kaszparov       | 2                 |                   |                   |                   |           |           |  |  |       |       |       |  |
|  | Vaszil Ivancsuk       | Vaszil Ivancsuk       | 3                 |                   |                   |                   |           |           |  |  |       |       |       |  |
|  | Vaszil Ivancsuk       | Vaszil Ivancsuk       | 3                 |                   | Vaszil Ivancsuk   | Vaszil Ivancsuk   | 1½        |           |  |  |       |       |       |  |
|  |                       |                       |                   |                   | Vaszil Ivancsuk   | Vaszil Ivancsuk   | 1½        |           |  |  |       |       |       |  |
|  |                       |                       | Visuvanádan Ánand | Visuvanádan Ánand | 2½                |                   |           |           |  |  |       |       |       |  |
|  | Visuvanádan Ánand     | Visuvanádan Ánand     | Visuvanádan Ánand | Visuvanádan Ánand | 2½                | 1½                |           |           |  |  |       |       |       |  |
|  | Visuvanádan Ánand     | Visuvanádan Ánand     |                   |                   |                   |                   |           |           |  |  |       |       |       |  |
|  | Ivan Sokolov          | Ivan Sokolov          | ½                 |                   |                   |                   |           |           |  |  |       |       |       |  |
|  | Ivan Sokolov          | Ivan Sokolov          | ½                 |                   | Visuvanádan Ánand | Visuvanádan Ánand | 1½        |           |  |  |       |       |       |  |
|  |                       |                       |                   |                   |                   |                   |           |           |  |  |       |       |       |  |
|  |                       |                       | Anatolij Karpov   | Anatolij Karpov   | ½                 |                   |           |           |  |  |       |       |       |  |
|  | Anatolij Karpov       | Anatolij Karpov       | Anatolij Karpov   | Anatolij Karpov   | ½                 | 1½                |           |           |  |  |       |       |       |  |
|  | Anatolij Karpov       | Anatolij Karpov       |                   |                   |                   |                   |           |           |  |  |       |       |       |  |
|  | Аlekszаndr Morozevics | Аlekszаndr Morozevics | ½                 |                   |                   |                   |           |           |  |  |       |       |       |  |
|  | Аlekszаndr Morozevics | Аlekszаndr Morozevics | ½                 |                   | Anatolij Karpov   | Anatolij Karpov   | 3         |           |  |  |       |       |       |  |
|  |                       |                       |                   |                   | Anatolij Karpov   | Anatolij Karpov   | 3         |           |  |  |       |       |       |  |
|  |                       |                       | Aleksejs Širovs   | Aleksejs Širovs   | 1                 |                   |           |           |  |  |       |       |       |  |
|  | Veszelin Topalov      | Veszelin Topalov      | Aleksejs Širovs   | Aleksejs Širovs   | 1                 | ½                 |           |           |  |  |       |       |       |  |
|  | Veszelin Topalov      | Veszelin Topalov      |                   |                   |                   |                   |           |           |  |  |       |       |       |  |
|  | Aleksejs Širovs       | Aleksejs Širovs       | 1½                |                   |                   |                   |           |           |  |  |       |       |       |  |

### ACP Rapidvilágkupa
Az ACP Rapidvilágkupát 2007–2010 között évente rendezte meg az ukrajnai Odesszában a Sakkszakértők Egyesülete (ACP). A verseny egyenes kieséses rendszerben zajlott, a párosított versenyzők két 20 perces rapidpartit játszottak 5 másodperces bónuszidővel, majd ha ez nem döntött két villámparti következett, ha ezután is döntetlen maradt az állás, akkor armageddon következett. A döntőben négy rapidjátszmával kezdtek. 2013-ban a lettországi Rigában ismét megrendezték a versenyt, ezúttal a döntőben is két rapidparti szerepelt. Az egyes versenyek és bajnokok:
| Év   | Helyszín | Bajnok                    | 2. helyezett              | A döntő eredménye |
| ---- | -------- | ------------------------- | ------------------------- | ----------------- |
| 2007 | Odessza  | Lékó Péter (HUN)          | Vaszil Ivancsuk (UKR)     | 2½–1½             |
| 2008 | Odessza  | Teymur Rəcəbov (AZE)      | Alekszandr Griscsuk (RUS) | 2½–1½             |
| 2009 | Odessza  | Borisz Gelfand (ISR)      | Pjotr Szvidler (RUS)      | 3–1               |
| 2010 | Odessza  | Szergej Karjakin (RUS)    | Dmitrij Аndrejkin (RUS)   | 3–31              |
| 2013 | Riga     | Alekszandr Griscsuk (RUS) | Jan Nyepomnyascsij (RUS)  | 2–21              |

1 Armageddon döntötte el a végeredményt.

## Fordítás
Ez a szócikk részben vagy egészben  a   World Rapid Chess Championship című angol Wikipédia-szócikk fordításán alapul.  Az eredeti cikk szerkesztőit annak laptörténete sorolja fel. Ez a jelzés csupán a megfogalmazás eredetét és a szerzői jogokat jelzi, nem szolgál a cikkben szereplő információk forrásmegjelöléseként.